# 押切美沙纪
押切美沙纪（日语：／ Oshigiri Misaki，1992年9月29日—），日本女子速度滑冰运动员，2016年世界单程距离速度滑冰锦标赛女子团体追逐赛银牌得主、2017年世界单程距离速度滑冰锦标赛女子团体追逐赛银牌得主。